# Him (film, 2025)
Pour les articles homonymes, voir HIM.
Pour plus de détails, voir Fiche technique et Distribution.
Him est un film américain réalisé par Justin Tipping et dont la sortie est prévue en 2025.

## Synopsis
Benny Mathis, jeune joueur prometteur de football américain, est invité à s'entraîner dans le complexe isolé de Connor Dane, quarterback vieillissant d'une équipe prestigieuse. Cette légende du sport, bientôt à la retraite, va emmener son protégé dans un voyage glacial au cœur de la gloire, du pouvoir et de la quête de l'excellence, à tout prix.

## Fiche technique
Sauf indication contraire, les informations mentionnées dans cette section peuvent être confirmées par les bases de données cinématographiques IMDb et Allociné,  présentes dans la section « Liens externes ».
- Titre original : Him
- Titre de travail : GOAT
- Réalisation : Justin Tipping
- Scénario : Zack Akers, Skip Bronkie et Justin Tipping
- Musique : Bobby Krlic
- Décors : Jordan Ferrer
- Costumes : Dominique Dawson
- Photographie : Kira Kelly
- Montage : Taylor Joy Mason
- Production : Ian Cooper, Jordan Peele, Win Rosenfeld et Jamal M. Watson

Producteurs délégués : David Kern et Kate Oh
- Société de production : Monkeypaw Productions
- Société de distribution : Universal Pictures
- Budget : N/A
- Pays de production :  États-Unis
- Langue originale : anglais
- Format : couleur - 2.39:1
- Genre : horreur, thriller
- Dates de sortie[1] : Dates sujettes à modification
  - États-Unis : 19 septembre 2025
  - France : 12 novembre 2025[2]
- Classification[3] :
  - États-Unis : R

## Distribution
- Marlon Wayans : Connor Dane
- Tyriq Withers : Benny Mathis
- Julia Fox
- Tim Heidecker
- Jim Jefferies
- Akeem Hayes (en)
- Tierra Whack

## Production
Zack Akers et Skip Bronkie écrivent un pitch sur de film d'horreur impliquant l'un des plus grands athlètes de tous les temps. En juin 2022, Monkeypaw Productions met une option sur le film et développe un scénario complet, avec Universal Pictures comme distributeur. Fin 2022, le script est finalisé et s'intitule alors Goat (pour Greatest of All Time). Il figure dans la Black List des meilleurs scénarios en attente de production en 2022. En janvier 2024, Justin Tipping (en) est annoncé comme réalisateur avec Marlon Wayans en tête d'affiche. Il est ensuite rejoint par Tyriq Withers. En février, c'est au tour de Julia Fox d'être confirmée. En mai 2024, il est annoncé que le film est rebaptisé Him.
Le tournage a lieu à Albuquerque au Nouveau-Mexique, en avril et mai 2024.

## Sortie et accueil
Him sortira dans les salles américaines dès le  19 septembre 2025, distribué par Universal Pictures.